# 夕方いちばんKANSAI
『夕方いちばんKANSAI』（ゆうがた・いちばん・カンサイ）は、1997年9月29日から1999年4月2日までテレビ大阪で放送されていた報道・情報番組。
制作局のテレビ大阪以外にも、近畿地方の独立局である、びわ湖放送・奈良テレビ放送・テレビ和歌山でも同時ネット形式で放送されていた。

## 概要
1997年秋の番組改編で、テレビ東京制作・TXN系列夕方の全国ネットニュースが、『TXNニュース THIS EVENING』から『TXNニュースワイド 夕方いちばん』に変更されるのに伴い、それまでの『ニュースほっと5』を改題・リニューアルする形で開始。テレビ大阪のニュース番組としては初めて、キー局・テレビ東京に準拠した番組タイトルとした。
同時に、全国ニュースとローカルニュースの枠交換が実施され、放送時間をそれまでの17時台前半から17時台後半に変更した。
リニューアルに伴い、30代・40代の女性（主に主婦層）をターゲットに据えた企画を導入。メインコーナーの「おんなの大疑問」では、主婦層の関心が高いとされる話題を硬軟問わず取り上げ、リポーターや記者がそれについて取材・リポートした。また、毎週月曜日には、大阪府内を中心に近畿各地からの生中継企画を、番組全編を通して実施した。
1998年3月30日からは、金曜日以外の放送時間を16:45開始に繰り上げ、『夕方いちばん』全国パートを内包する編成とした。新設された16時台のパートでは、旬の食材を取り上げる企画など、生活情報を中心に放送した。なお、これに伴い、金曜日以外フルネットとしていた『レディス4』（テレビ東京制作で16時台に放送していた情報番組）は、全曜日で16:45飛び降りに変更された。一方、独立局3局については、『レディス4』のフルネットを継続したため、従来通り17:25開始とした。
同年9月28日からは、『夕方いちばん』全国パートのリニューアルに伴い、当番組も一部リニューアルを実施。同時にコメンテーター制を導入した。
1999年春の番組改編で、テレビ大阪初の自社制作による夕方ワイド番組、『満点!しあわせテレビ』を開始するため、同年4月2日で終了。ローカルニュースは、『しあわせテレビ』の17時台で20分程度放送する形とし、独立局3局も17時台のみ『しあわせテレビ』をネット受けする編成とした（ただし、17:55飛び降り）。なお、16時台のパートは、『しあわせテレビ』の事前PR番組放送のため、同年3月25日に先行して終了している。

## 出演者
特記のない出演者は、出演当時テレビ大阪アナウンサー。

### キャスター
- 毛利聡子
- 磯辺建臣

共に『ニュースほっと5』からの続投。ただし『ほっと5』では、磯辺がメイン、毛利がサブの立場であったが、当番組では前述した番組方針を踏まえ、毛利がメイン、磯辺がサブの立場に入れ替えた。
また、1998年秋のリニューアルまでは、毛利が月曜日の中継リポーターを兼務していたため、当日のニュースはスタジオに残った磯辺が一人で伝える形とした。

### 中継リポーター
- 渡辺学
- 南かおり（タレント、1998年秋のリニューアルから担当）

### コメンテーター
- 難波利三（作家）ほか

## 放送時間
- 月曜日 - 木曜日…17:25 - 17:55（番組開始 - 1998年3月26日）→16:45 - 17:00、17:25 - 17:55（1998年3月30日 - 番組終了）
- 金曜日…17:25 - 17:55（放送全期間）

なお、新聞のテレビ欄などでは、『夕方いちばん』全国パートを含めた、17:00（16:45） - 17:55を『夕方いちばんKANSAI』として扱う場合があった。